# اتفاقية الراحة الاسبوعية (التجارة والمكاتب) 1957
اتفاقية الراحة الاسبوعية (التجارة والمكاتب) 1957: هي اتفاقية من منظمة العمل الدولية. صدرت الاتفاقية عام 1957,  حيث بدأت المقدمة بما يلي:
« إذ قرر اعتماد بعض المقترحات فيما يتعلق يوم الراحة الأسبوعية في التجارة والمكاتب, ...»
التصديقات:
إعتباراً من عام 2017 , تم التصديق على الاتفاقية من قبل 63 دولة.
انظر ايضاً:
اتفاقية الراحة الأسبوعية (الصناعة) 1921